# Мгарь
Мгарь (укр. Мгар) — село, Мгарский сельский совет, Лубенский район, Полтавская область, Украина.
Код КОАТУУ — 5322884601. Население по переписи 2001 года составляло 458 человек.
Является административным центром Мгарского сельского совета, в который, кроме того, входят сёла
Ольшанка и
Луки.

## Географическое положение
Село Мгарь находится на правом берегу реки Сула,
выше по течению на расстоянии в 2,5 км расположено село Луки,
ниже по течению на расстоянии в 1 км расположен город Лубны,
на противоположном берегу — село Пески.
Река в этом месте извилистая, образует лиманы, старицы и заболоченные озёра.
Рядом проходит автомобильная дорога М-03.

## Экономика
- Молочно-товарная ферма.
- ООО «Карпати».

## Объекты социальной сферы
- Клуб.

## Достопримечательности
- Мгарский Спасо-Преображенский монастырь.